# Chinolină
Chinolina este un compus organic heterociclic cu formula chimică C9H7N. Este un lichid incolor higroscopic cu un miros puternic. 
Chinolina este greu solubilă în apă rece, dar se dizolvă ușor în apă fierbinte și în majoritatea solvenților organici. Din punct de vedere structural, chinolina este formată prin fuzionarea unor nuclee aromatice de benzen și unul de piridină.
Derivații chinolinei au aplicații practice diverse; un exemplu este chinina, care se formează în natură în plante, sub formă de alcaloizi. 4-hidroxi-2-alchilchinolinele sunt implicate în rezistența la antibiotice.

## Sinteză
Chinolinele pot fi sintetizate pornind de la aniline simple, prin diverse reacții (metoda Skraup, metoda Conrad-Limpach, etc):